# Адати (уезд)
Адати (яп. 安達郡 Адати-гун) — уезд, расположенный в префектуре Фукусима, Япония.

Расположение уезда Адати в префектуре Фукусима.

По оценкам на 1 апреля 2017 года, население составляет 8,750 человек, площадь 79.44 км², плотность 110 человек / км².

## Посёлки и сёла
- Отама

## История
- 1 декабря 2005 года посёлки Адати, Ивасиро и Това вошли в состав города Нихоммацу.
- 1 декабря 2007 село Сиросава слилось с посёлком Мотомия и образовало город Мотомия.

До слияния, по состоянию на 2003 г. население уезда составляло 68,436 чел. Плотность от 178.99 человек на км². Общая площадь составила 382,34 км².